# Arcidiocesi di Gniezno

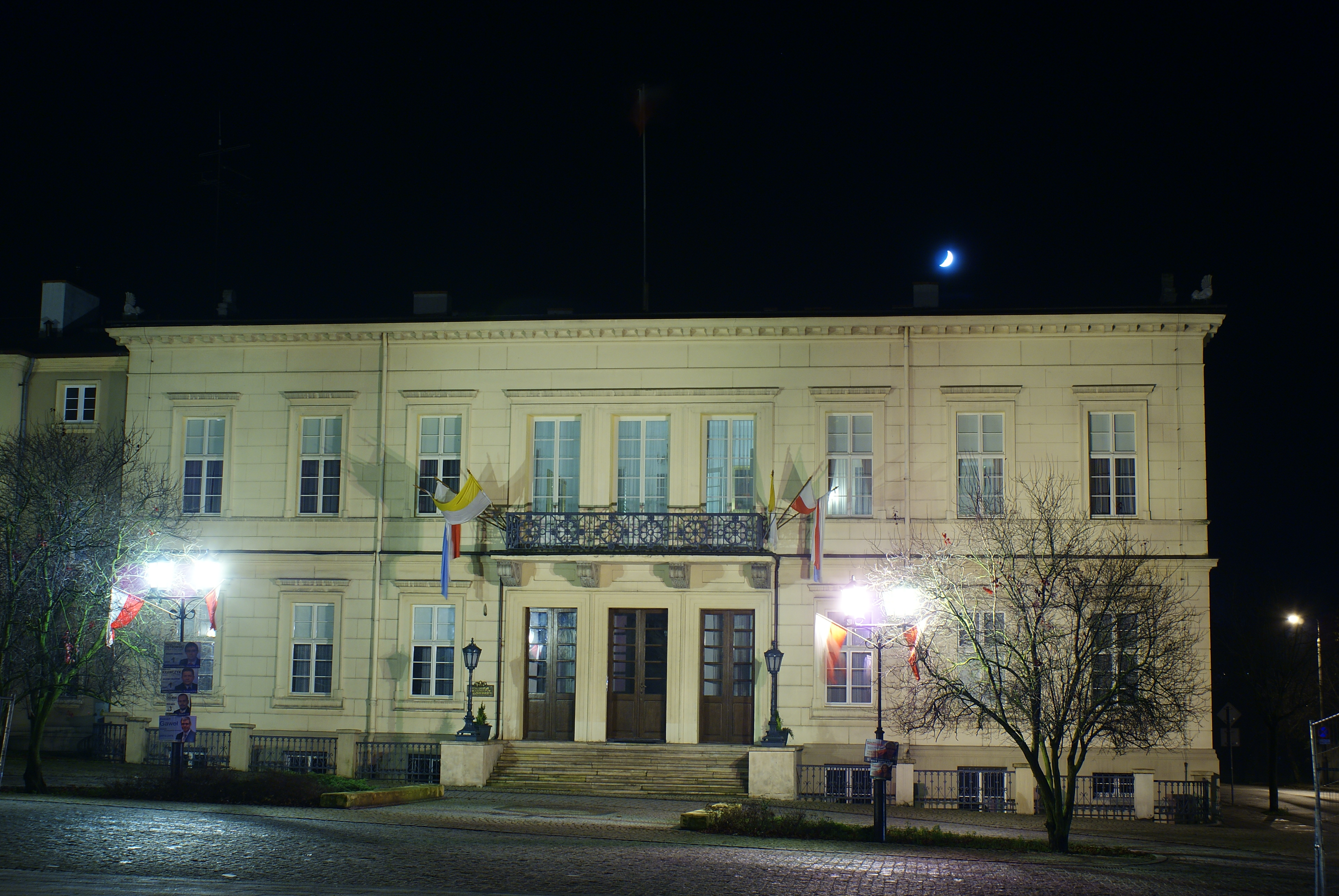
Il palazzo arcivescovile di Gniezno.

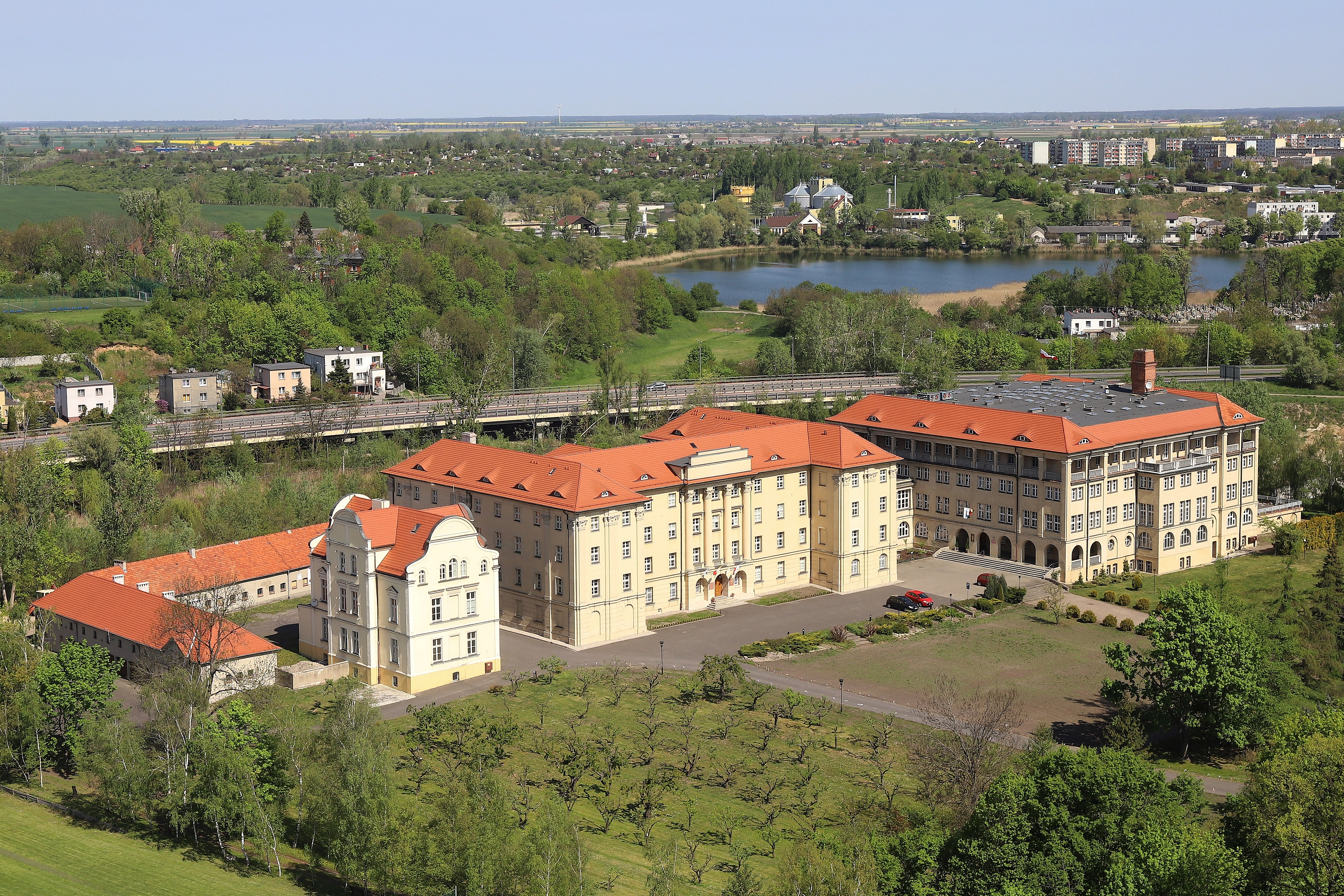
Il seminario arcivescovile di Gniezno.

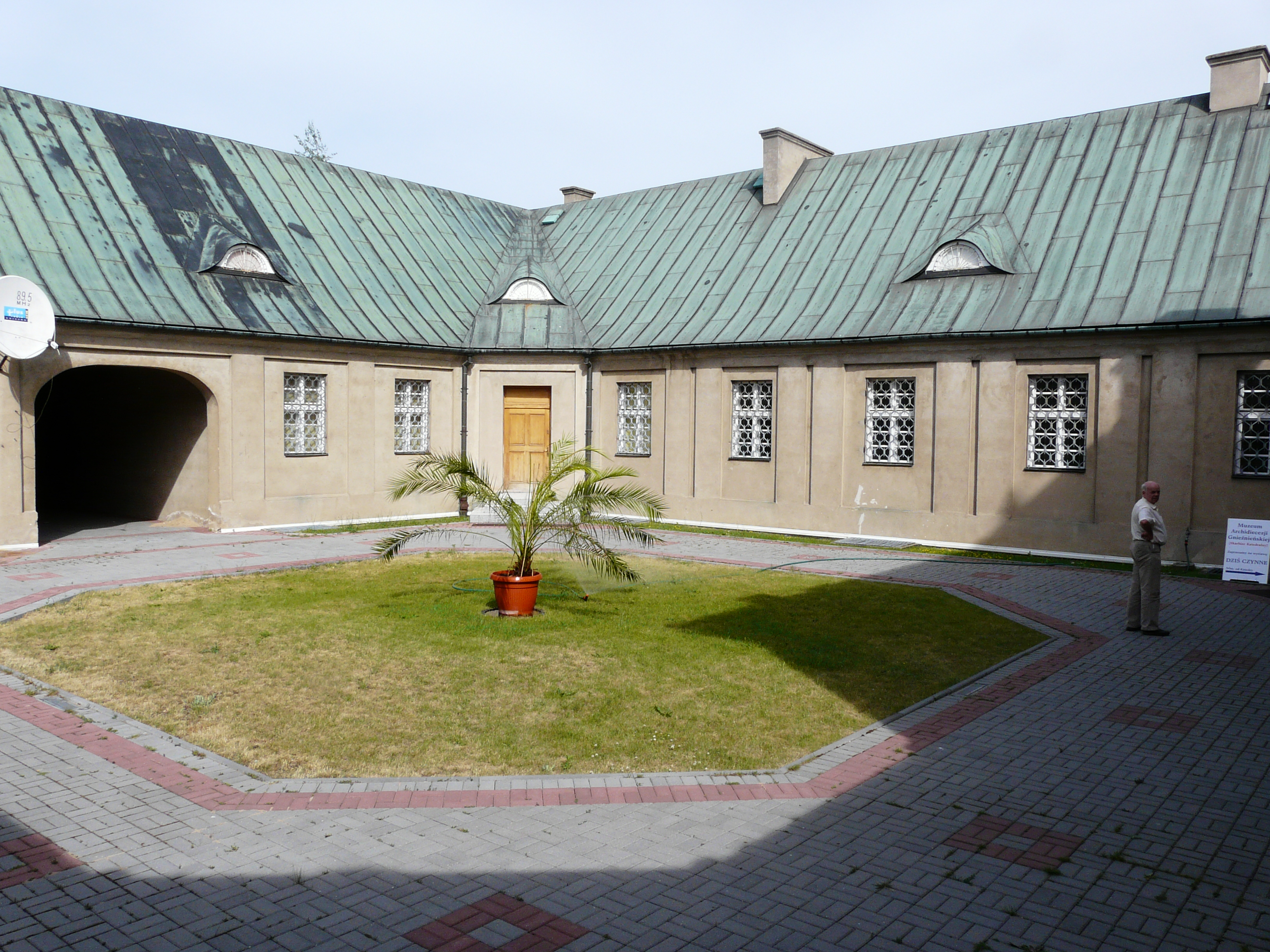
La sede del museo arcivescovile.

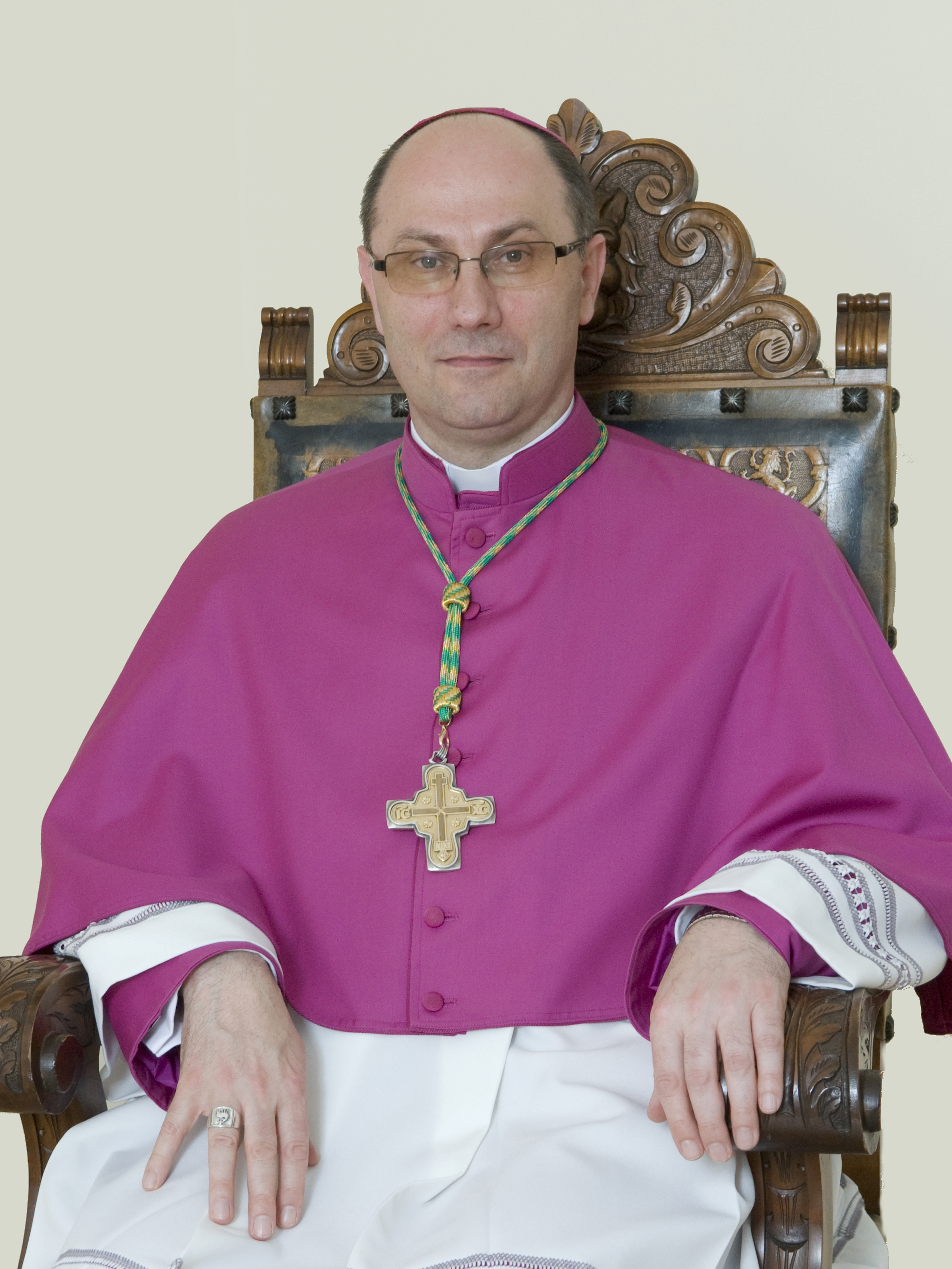
L'attuale metropolita di Gniezno, Wojciech Polak.

L'arcidiocesi di Gniezno (in latino Archidioecesis Gnesnensis) è una sede metropolitana della Chiesa cattolica in Polonia. Nel 2021 contava 641.082 battezzati su 661.970 abitanti. È retta dall'arcivescovo Wojciech Polak.

## Territorio
L'arcidiocesi comprende la parte orientale del voivodato della Grande Polonia e la parte sud-occidentale del voivodato della Cuiavia-Pomerania.
Sede arcivescovile è la città di Gniezno, dove si trova la cattedrale dell'Assunzione di Maria Vergine e di Sant'Adalberto. Oltre alla cattedrale, in arcidiocesi sorgono altre 4 basiliche minori: la basilica dei Santi Pietro e Paolo a Kruszwica; la basilica del Nome della Beata Vergine Maria a Inowrocław; la basilica di Nostra Signora, Regina dell'Amore e della Pace a Markowice (comune di Strzelno); la basilica dell'Assunzione della Beata Vergine Maria a Trzemeszno.
Il territorio si estende su 8.122 km² ed è suddiviso in 30 decanati e in 268 parrocchie.

### Provincia ecclesiastica
La provincia ecclesiastica di Gniezno, comprende 2 suffraganee,:
- la diocesi di Włocławek, eretta nel X secolo,
- la diocesi di Bydgoszcz, eretta il 24 febbraio 2004.

## Storia
L'arcidiocesi di Gniezno fu eretta da papa Silvestro II nel sinodo celebrato a Roma nel 999, in occasione della canonizzazione di sant'Adalberto; il papa nominò come primo vescovo Gaudenzio, fratello del santo. L'anno successivo, durante una grande assemblea svoltasi a Gniezno alla presenza dell'imperatore Ottone III, il legato papale, il cardinale Robertus, diede compimento al decreto di erezione. La nascita dell'arcidiocesi si inserisce nel contesto che vide il riconoscimento da parte dell'imperatore dell'indipendenza del ducato di Polonia e di conseguenza la creazione di un'organizzazione ecclesiastica propria.
La provincia ecclesiastica di Gniezno comprendeva all'inizio come suffraganee le diocesi di Kołobrzeg, di Cracovia e di Breslavia, alle quali nel 1075 si aggiunse la diocesi di Poznań e nel 1466 la diocesi di Chełmno (o Kulm in tedesco).
Incerto è stabilire quale fosse il territorio iniziale dell'arcidiocesi, che comprendeva all'incirca tutta la parte orientale della Grande Polonia. Nei secoli successivi alla sua fondazione sono note diverse piccole modifiche di confine con le diocesi vicine, in particolare quella degli anni Sessanta del XVIII secolo, quando Gniezno cedette alla diocesi di Włocławek 8 parrocchie, ricevendone in cambio 12, tra cui quella di Bydgoszcz. I primi dati sicuri e completi sull'organizzazione parrocchiale dell'arcidiocesi si possono desumere dal Liber beneficiorum stabilito dall'arcivescovo Jan Łaski (1456-1531), in base al quale si può ricavare che all'inizio del XVI secolo l'arcidiocesi comprendeva un totale di 687 parrocchie, suddivise in 34 decanati, che costituivano 8 arcidiaconati: Gniezno, Kalisz, Ruda-Wieluń, Uniejów, Leczyca, Kurzelów, Kamień e Lowicz.
In quanto metropoliti (gli unici in Polonia fino al 1375) agli arcivescovi di Gniezno spettava il privilegio di incoronare i re di Polonia. L'arcivescovo Mikołaj Trąba (1412-1422) portò con sé dal concilio di Costanza (1414-1418), per lui e per i suoi successori, il titolo di primate di Polonia, che non era solo la più alta dignità della Chiesa polacca, ma anche dello Stato polacco. In quanto primati, gli arcivescovi avevano anche il titolo di primus princeps Regni (primo principe del Regno) e quello di interrex durante i periodi di interregno. Nel 1515 papa Leone X concesse all'arcivescovo Jan Łaski e ai suoi successori il titolo di legatus natus (legato nato), titolo che tuttavia non ebbe una reale importanza.
Il primo seminario arcivescovile fu eretto da Stanisław Karnkowski del 1591 a Kalisz nel collegio dei gesuiti, a cui fu affidata la direzione; questo seminario fu chiuso nel 1620. Un secondo seminario fu aperto a Gniezno nel 1602 e diretto da preti diocesani. Un terzo seminario fu fondato nel 1700 da Michał Radziejowski a Lowicz ed affidato ai lazzaristi: nel 1818 questo seminario passò, assieme alla città, all'arcidiocesi di Varsavia, che lo chiuse l'anno seguente.
Nel 1796 il governo prussiano confiscò tutti i beni che costituivano la dote personale degli arcivescovi di Gniezno, che era l'arcidiocesi più ricca della Polonia: essa era costituita dal principato di Lowicz, 2 città, 270 villaggi, 79 fattorie e 69 mulini.
Le spartizioni della Polonia e il congresso di Vienna del 1815 misero in serio pericolo l'esistenza stessa dell'arcidiocesi. Infatti i continui mutamenti dei confini fecero perdere a Gniezno, che si trovava in territorio prussiano, tutti quei territori che si vennero a trovare nell'impero austriaco e nel regno del Congresso (sotto controllo dell'impero russo). Nel 1805 perse i territori a sud del Pilica a vantaggio dell'erezione della diocesi di Kielce, mentre nel 1818 cedette porzioni di territorio alle sedi di Varsavia e di Włocławek.
Il 16 luglio 1821, con la bolla De salute animarum di papa Pio VII, il territorio dell'arcidiocesi fu ulteriormente modificato: Gniezno cedette alla diocesi di Chełmno l'arcidiaconato di Kamień, e acquisì dalla diocesi di Włocławek l'arcidiaconato di Kruszwica. Con la stessa bolla la diocesi di Poznań fu elevata al rango di sede metropolitana ed unita aeque principaliter a Gniezno: le due sedi mantennero però la loro autonomia amministrativa e i loro rispettivi territori. Infine, la provincia ecclesiastica fu ridotta alla sola Chełmno, visto che la stessa bolla rese Breslavia immediatamente soggetta alla Santa Sede.
I cambiamenti territoriali d'inizio Ottocento ridussero il numero delle parrocchie dell'arcidiocesi di Gniezno dalle 808 censite nel 1795 alle 216 del 1821.
Il 28 ottobre 1925 con la bolla Vixdum Poloniae unitas di papa Pio XI furono riorganizzate le circoscrizioni ecclesiastiche polacche di rito latino: l'arcidiocesi di Gniezno e Poznań ebbe come suffraganee le diocesi di Chełmno e di Włocławek. La stessa bolla modificò i confini tra le due sedi di Gniezno e di Poznań, con uno scambio reciproco di 2 decanati: Miłosław e Jarocin passarono a Gniezno, che cedette Ołobock e Krotoszyn a Poznań.
Durante la seconda guerra mondiale la cattedrale fu inizialmente chiusa dalla Gestapo; agli inizi del 1940 fu riaperta ma solo per i tedeschi, essendo vietato ai polacchi accedervi. Chiusa ancora ad agosto 1941, nel febbraio dell'anno successivo fu adibita a scopi culturali, quali concerti e mostre d'arte.
Dal 1º maggio 1946 la sede di Gniezno fu unita in persona episcopi all'arcidiocesi di Varsavia. A partire dalla stessa data fu sospesa l'unione aeque principaliter delle sedi di Gniezno e Poznań, la quale riebbe dopo oltre un secolo, ma solo pro hac vice, un proprio arcivescovo separato da quello di Gniezno.
Il 25 marzo 1992, in conseguenza della riorganizzazione territoriale delle diocesi polacche voluta da papa Giovanni Paolo II con la bolla Totus tuus Poloniae populus, l'arcidiocesi ha ceduto porzioni del suo territorio a vantaggio dell'erezione delle diocesi di Kalisz e di Toruń; contestualmente ha scambiato porzioni di territorio con la diocesi di Chełmno, che ha assunto il nome di diocesi di Pelplin ed è entrata a far parte della provincia ecclesiastica dell'arcidiocesi di Danzica. La stessa bolla soppresse in via definitiva l'unione aeque principaliter tra Gniezno e Poznań, e l'unione in persona episcopi tra Gniezno e Varsavia.
Il 24 febbraio 2004 ha ceduto un'ulteriore porzione di territorio a vantaggio dell'erezione della diocesi di Bydgoszcz, che è diventata suffraganea di Gniezno. Il 23 marzo dello stesso anno ampliò il proprio territorio per l'annessione di 26 parrocchie dall'arcidiocesi di Poznań e di altre 27 dalla diocesi di Włocławek.

## Cronotassi dei vescovi
Si omettono i periodi di sede vacante non superiori ai 2 anni o non storicamente accertati.
- San Gaudenzio † (999 - 1006/1022 ca. deceduto)
- Hipolit † (ordinato vescovo 1006 - 1027 deceduto)
- Bossuta † (1027 - 1038)
- Piotr I † (1075 - 1092)
- Marcin † (1092 - 1118 deceduto)
- Jakub ze Żnina † (1119 (?) - 1148 deceduto)
- Janik † (1149 - 1167 deceduto)
- San Bogumił † (1167 - 1170 dimesso)
- Zdzisław † (1170 - 1180 deceduto)
- Piotr Śreniawita † (1180 - 1199 deceduto)
- Henryk Kietlicz † (10 gennaio 1207 - 22 marzo 1219 deceduto)
  - Iwo Odrowąż † (4 novembre 1219 - ? dimesso) (arcivescovo eletto)
- Wincenty z Niałka † (5 ottobre 1220 - 1232 deceduto)
- Pełka Lis † (26 giugno 1235 - 4 aprile 1258 deceduto)
- Janusz Tarnowa † (20 maggio 1258 - 1271 deceduto)
- Marcin Polak, O.P. † (22 giugno 1278 - seconda metà del 1279 deceduto)
- Włościbor Bogumił † (23 dicembre 1279 - 1280 dimesso)
  - Henryk Brena, O.F.M. † (23 dicembre 1281 - 1281 dimesso) (arcivescovo eletto)
- Jakub Świnka † (30 luglio 1283 - 5 maggio 1313 deceduto)
- Borzysław † (15 dicembre 1316 - 1317 deceduto)
- Jan Janisław † (7 novembre 1317 - 4 dicembre 1341 deceduto)
- Jarosław Bogoria ze Skotnik † (8 luglio 1342 - 1374 dimesso)
- Jan Suchywilk † (28 aprile 1374 - 1382 deceduto)
- Bodzanta † (9 maggio 1382 - 26 dicembre 1388 deceduto)
- Jan Kropidło † (19 marzo 1389 - 26 gennaio 1394 nominato arcivescovo, titolo personale, di Poznań)
- Dobrogost Nowodworski † (26 gennaio 1394 - 14 settembre 1401 deceduto)
- Mikołaj Kurowski † (23 gennaio 1402 - 7 settembre 1411 deceduto)
- Mikołaj Trąba † (30 aprile 1412 - 2 dicembre 1422 deceduto)
- Wojciech Jastrzębiec † (9 luglio 1423 - 2 settembre 1436 deceduto)
- Wincenty Kot z Dębna † (15 marzo 1437 - 14 agosto 1448 deceduto)
- Władysław Oporowski † (25 giugno 1449 - 11 marzo 1453 deceduto)
- Jan Sprowski † (15 ottobre 1453 - 14 aprile 1464 deceduto)
- Jan Gruszczyński † (19 ottobre 1464 - 8 ottobre 1473 deceduto)
- Jakub z Sienna † (17 dicembre 1473 - 4 ottobre 1480 deceduto)
- Zbigniew Oleśnicki † (12 ottobre 1481 - 2 febbraio 1493 deceduto)
- Fryderyk Jagiellończyk † (2 ottobre 1493 - 14 marzo 1503 deceduto)
- Andrzej Boryszewski † (18 dicembre 1503 - 20 aprile 1510 deceduto)
- Jan Łaski † (20 aprile 1510 succeduto - 19 maggio 1531 deceduto)
- Maciej Drzewiecki † (4 agosto 1531 - 12 agosto 1535 deceduto)
- Andrzej Krzycki † (27 ottobre 1535 - 10 maggio 1537 deceduto)
- Jan Latalski † (17 agosto 1537 - 1540 deceduto)
- Piotr Gamrat † (28 gennaio 1541 - 27 agosto 1545 deceduto)
- Mikołaj Dzierzgowski † (19 febbraio 1546 - 22 febbraio 1559 deceduto)
- Jan Przerębski † (22 febbraio 1559 succeduto - 12 gennaio 1562 deceduto)
- Jakub Uchański † (31 agosto 1562 - 5 aprile 1581 deceduto)
- Stanisław Karnkowski † (7 agosto 1581 - 25 maggio 1603 deceduto)
- Jan Tarnowski † (29 marzo 1604 - 14 settembre 1605 deceduto)
- Bernard Maciejowski † (31 luglio 1606 - 19 gennaio 1608 deceduto)
- Wojciech Baranowski † (28 luglio 1608 - 23 settembre 1615 deceduto)
- Wawrzyniec Gembicki † (14 marzo 1616 - 10 febbraio 1624 deceduto)
- Henryk Firlej † (7 ottobre 1624 - 25 febbraio 1626 deceduto)
- Jan Wężyk † (22 marzo 1627 - 27 maggio 1638 deceduto)
- Jan Lipski † (20 dicembre 1638 - 13 maggio 1641 deceduto)
- Maciej Łubieński † (27 novembre 1641 - 28 agosto 1652 deceduto)
- Andrzej Leszczyński † (8 gennaio 1653 - 15 aprile 1658 deceduto)
- Wacław Leszczyński † (27 gennaio 1659 - 1º aprile 1666 deceduto)
- Mikołaj Prażmowski † (11 ottobre 1666 - 15 aprile 1673 deceduto)
- Kazimierz Florian Czartoryski † (27 novembre 1673 - 15 maggio 1674 deceduto)
- Andrzej Olszowski † (26 novembre 1674 - 29 agosto 1677 deceduto)
- Jan Stefan Wydżga † (17 luglio 1679 - 7 settembre 1685 deceduto)
- Augustyn Michał Stefan Radziejowski † (17 maggio 1688 - 11 ottobre 1705 deceduto)
- Stanisław Szembek † (7 giugno 1706 - 2 agosto 1721 deceduto)
- Teodor Andrzej Potocki † (22 novembre 1723 - 12 novembre 1738 deceduto)
- Karol Antoni Szembek † (22 giugno 1739 - 6 luglio 1748 deceduto)
- Adam Ignacy Komorowski † (22 settembre 1749 - 2 marzo 1759 deceduto)
- Władysław Aleksander Łubieński † (9 aprile 1759 - 20 giugno 1767 deceduto)
- Gabriel Jan Podoski † (31 agosto 1767 - 3 aprile 1777 deceduto)
- Antoni Kazimierz Ostrowski † (23 giugno 1777 - 26 agosto 1784 deceduto)
- Michał Jerzy Poniatowski † (14 febbraio 1785 - 12 agosto 1794 deceduto)
- Ignacy Błażej Franciszek Krasicki † (18 dicembre 1795 - 14 marzo 1801 deceduto)
  - Sede vacante (1801-1806)
- Ignacy Jan Zygmunt von Raczyński † (26 agosto 1806 - 24 agosto 1818 dimesso)
  - Sede vacante (1818-1821)
- Tymoteusz Pawel von Górzeński † (16 luglio 1821 - 20 dicembre 1825 deceduto)
  - Sede vacante (1825-1828)
- Teofil von Wolicki † (15 dicembre 1828 - 21 dicembre 1829 deceduto)
- Marcin von Dundin Sulgustowski † (28 febbraio 1831 - 26 dicembre 1842 deceduto)
  - Sede vacante (1842-1845)
- Leon Michał von Przyłuski † (20 gennaio 1845 - 12 marzo 1865 deceduto)
- Mieczysław Halka Ledóchowski † (8 gennaio 1866 - 2 febbraio 1886 dimesso)
- Julius Józef Dinder † (2 marzo 1886 - 30 maggio 1890 deceduto)
- Florian Oksza von Stablewski † (14 dicembre 1891 - 24 novembre 1906 deceduto)
  - Sede vacante (1906-1914)
- Edward Likowski † (13 agosto 1914 - 20 febbraio 1915 deceduto)
- Edmund Dalbor † (30 giugno 1915 - 13 febbraio 1926 deceduto)
- August Hlond, S.D.B. † (24 giugno 1926 - 22 ottobre 1948 deceduto)
- Beato Stefan Wyszyński † (12 novembre 1948 - 28 maggio 1981 deceduto)
- Józef Glemp † (7 luglio 1981 - 25 marzo 1992 dimesso[19])
- Henryk Muszyński (25 marzo 1992[20] - 8 maggio 2010 ritirato)
- Józef Kowalczyk (8 maggio 2010 - 17 maggio 2014 ritirato)
- Wojciech Polak, dal 17 maggio 2014

## Statistiche
L'arcidiocesi nel 2021 su una popolazione di 661.970 persone contava 641.082 battezzati, corrispondenti al 96,8% del totale.
| anno | popolazione | popolazione | popolazione | presbiteri | presbiteri | presbiteri | presbiteri                | diaconi | religiosi | religiosi | parrocchie |
| anno | battezzati  | totale      | %           | numero     | secolari   | regolari   | battezzati per presbitero | diaconi | uomini    | donne     | parrocchie |
| ---- | ----------- | ----------- | ----------- | ---------- | ---------- | ---------- | ------------------------- | ------- | --------- | --------- | ---------- |
| 1950 | 753.746     | 763.424     | 98,7        | 357        | 304        | 53         | 2.111                     |         | 48        | 616       | 272        |
| 1970 | 923.627     | 929.549     | 99,4        | 618        | 526        | 92         | 1.494                     |         | 143       | 684       | 283        |
| 1980 | 961.101     | 968.312     | 99,3        | 664        | 573        | 91         | 1.447                     |         | 100       | 616       | 322        |
| 1990 | 1.086.968   | 1.092.181   | 99,5        | 735        | 643        | 92         | 1.478                     |         | 102       | 589       | 361        |
| 1999 | 998.669     | 1.024.777   | 97,5        | 723        | 625        | 98         | 1.381                     |         | 134       | 346       | 326        |
| 2000 | 999.755     | 1.033.151   | 96,8        | 729        | 633        | 96         | 1.371                     |         | 128       | 347       | 327        |
| 2001 | 995.003     | 1.023.352   | 97,2        | 741        | 638        | 103        | 1.342                     |         | 136       | 368       | 328        |
| 2002 | 989.085     | 1.019.368   | 97,0        | 735        | 630        | 105        | 1.345                     |         | 134       | 365       | 328        |
| 2003 | 986.880     | 1.022.486   | 96,5        | 743        | 635        | 108        | 1.328                     |         | 135       | 359       | 324        |
| 2004 | 996.962     | 1.015.903   | 98,1        | 757        | 640        | 117        | 1.316                     |         | 146       | 368       | 325        |
| 2006 | 673.559     | 678.847     | 99,2        | 539        | 488        | 51         | 1.249                     |         | 121       | 262       | 266        |
| 2013 | 656.716     | 664.608     | 98,8        | 527        | 490        | 37         | 1.246                     |         | 83        | 223       | 266        |
| 2016 | 654.000     | 672.000     | 97,3        | 516        | 483        | 33         | 1.267                     |         | 69        | 192       | 266        |
| 2019 | 644.000     | 663.975     | 97,0        | 499        | 460        | 39         | 1.290                     |         | 66        | 179       | 268        |
| 2021 | 641.082     | 661.970     | 96,8        | 485        | 446        | 39         | 1.321                     |         | 62        | 178       | 268        |

## Galleria fotografia

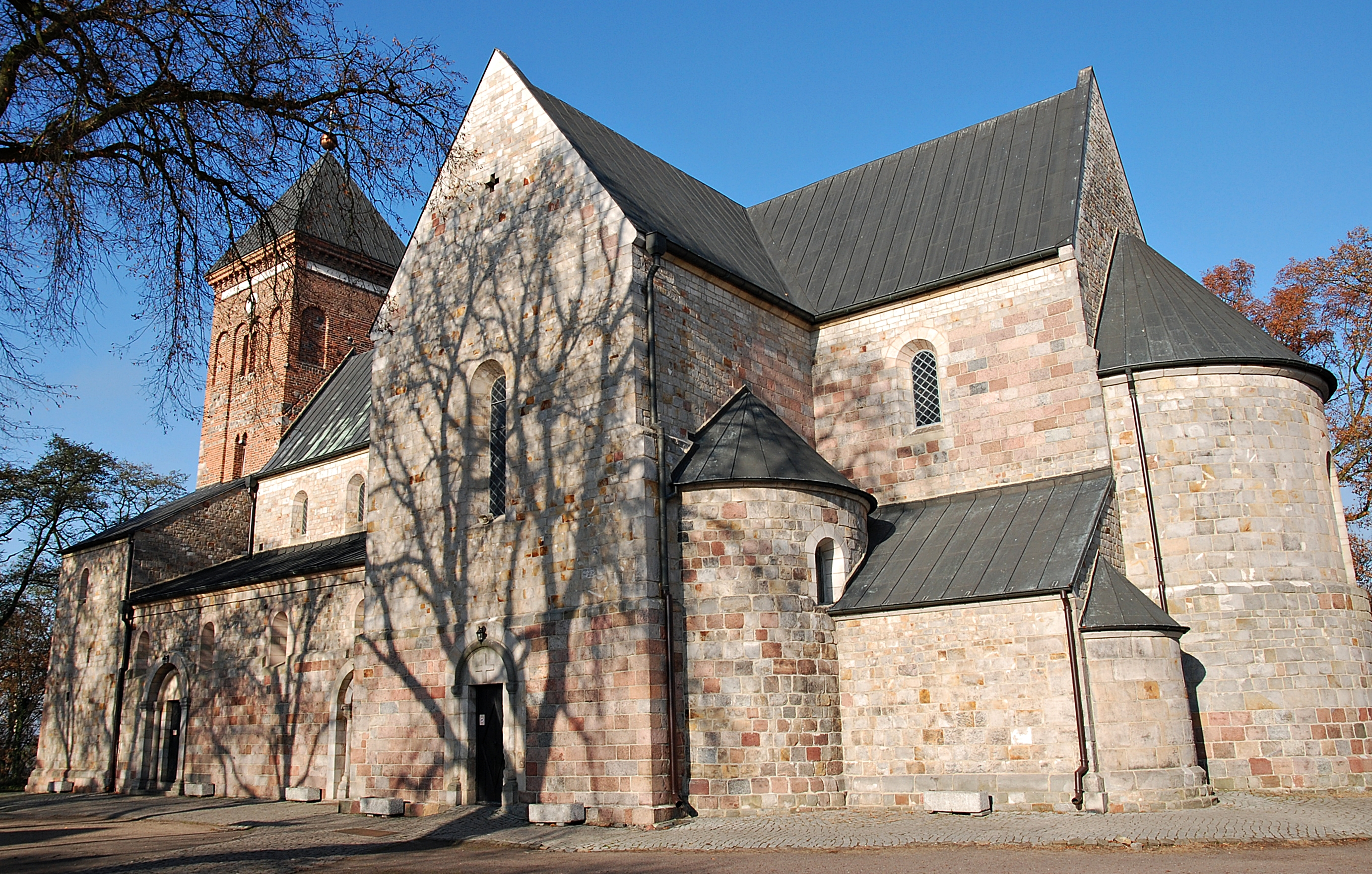
La basilica minore dei Santi Pietro e Paolo a Kruszwica
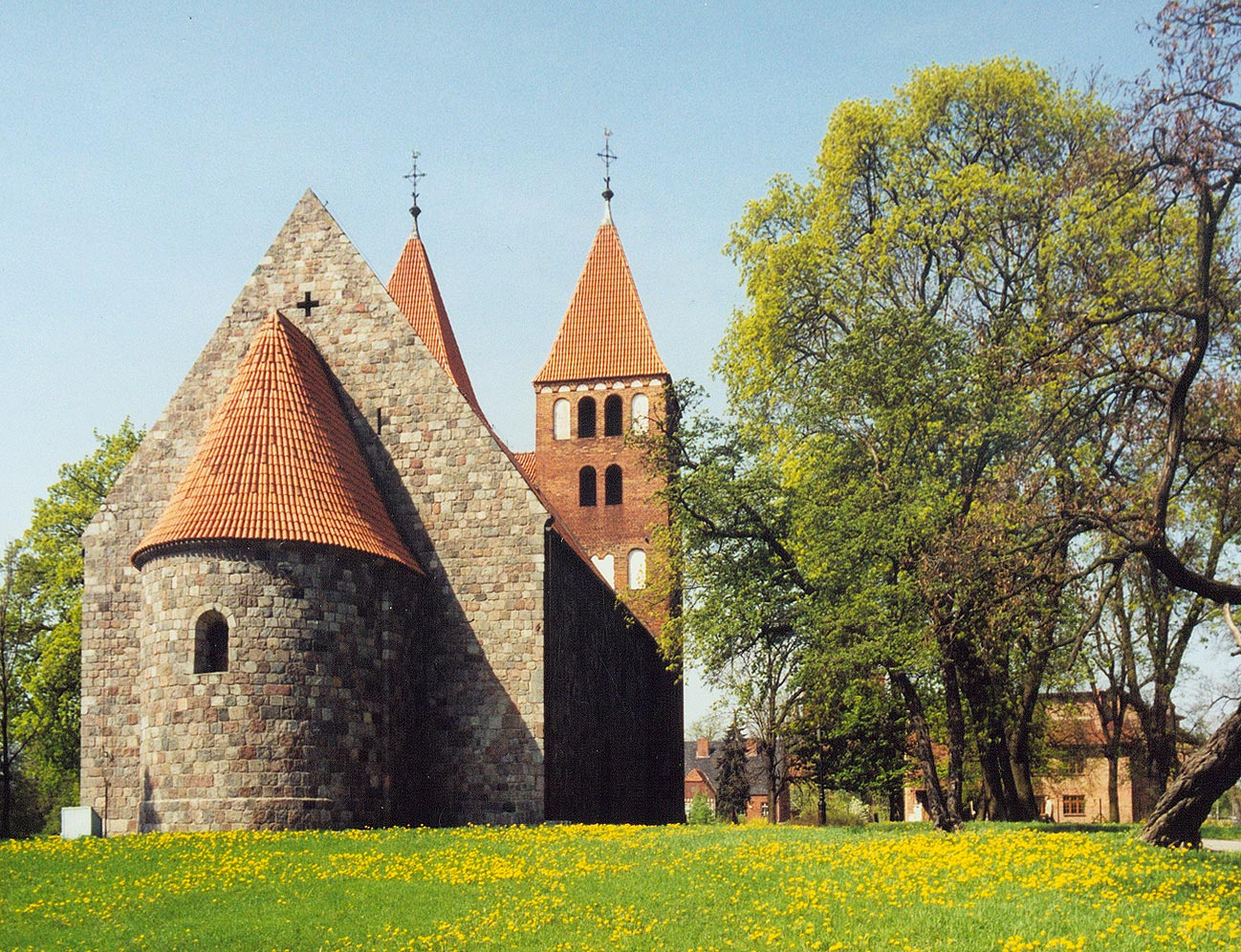
La basilica minore del Nome della Beata Vergine Maria a Inowrocław
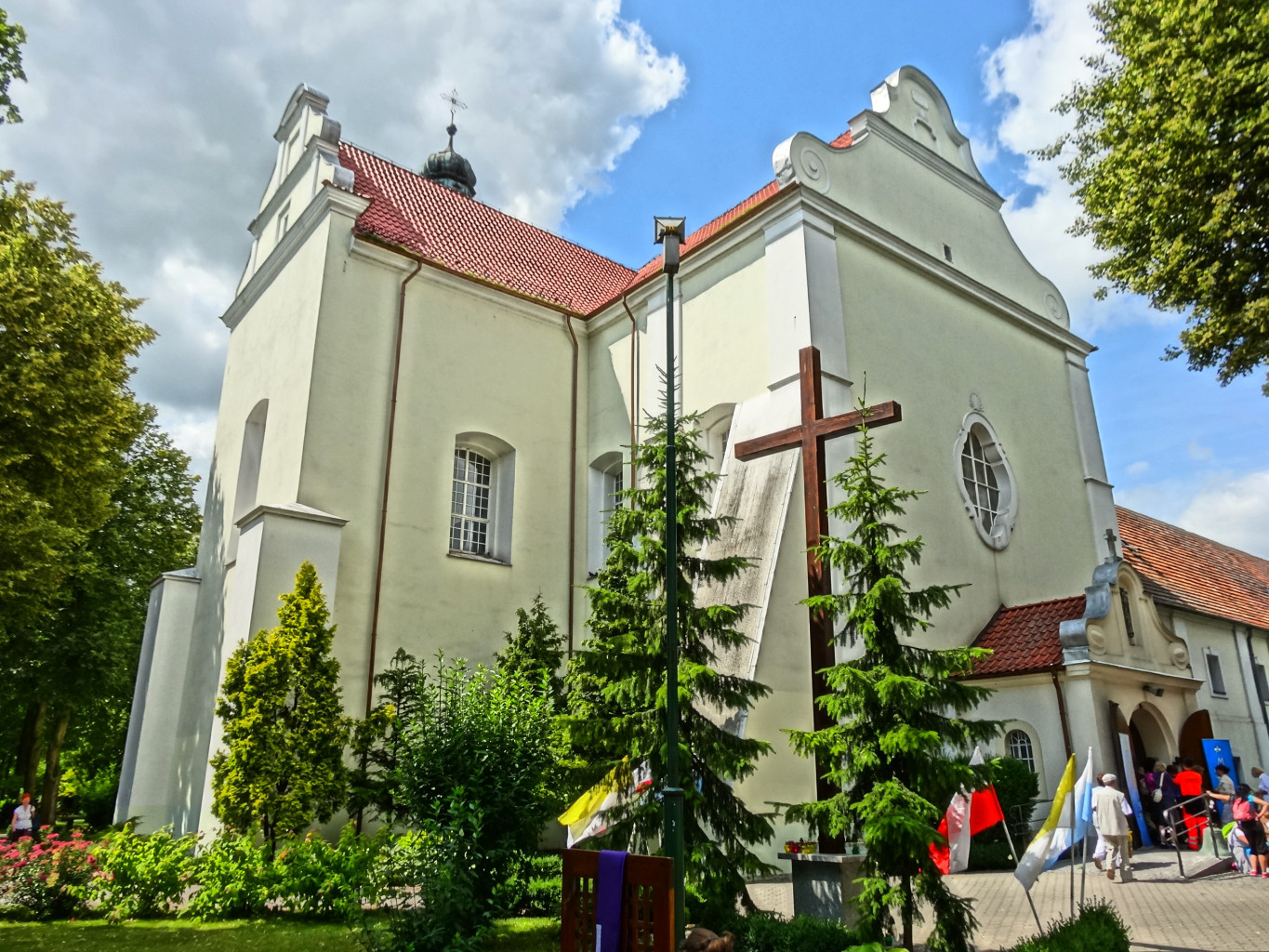
La basilica minore di Nostra Signora, Regina dell'Amore e della Pace a Markowice
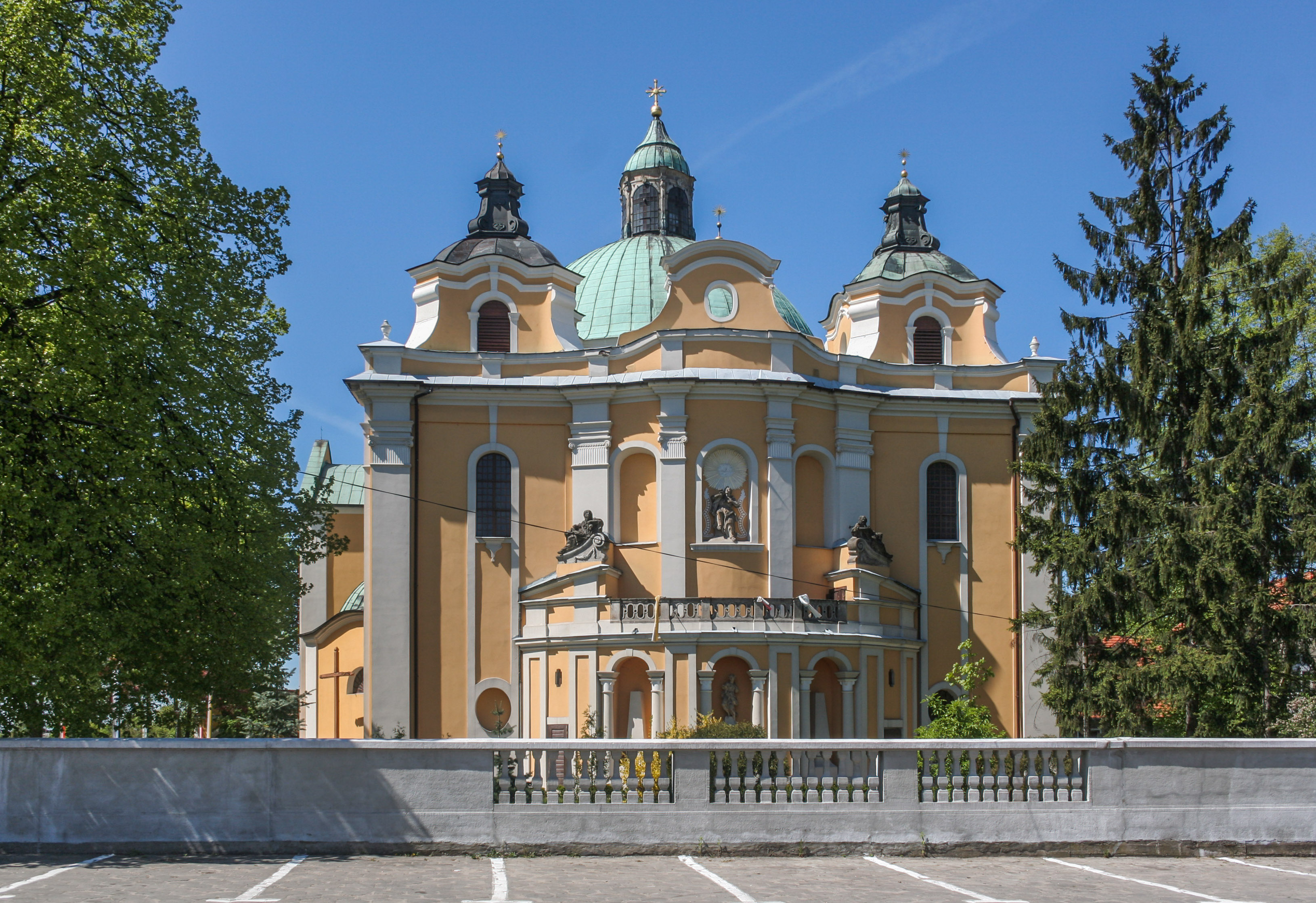
La basilica minore dell'Assunzione della Beata Vergine Maria a Trzemeszno